# Kazimierz Abramowicz
Kazimierz Tomasz Abramowicz (ur. 4 marca 1888 w Brzezinach, zm. 10 września 1936 w Poznaniu) – polski matematyk, profesor nadzwyczajny na Uniwersytecie Poznańskim.

## Życiorys

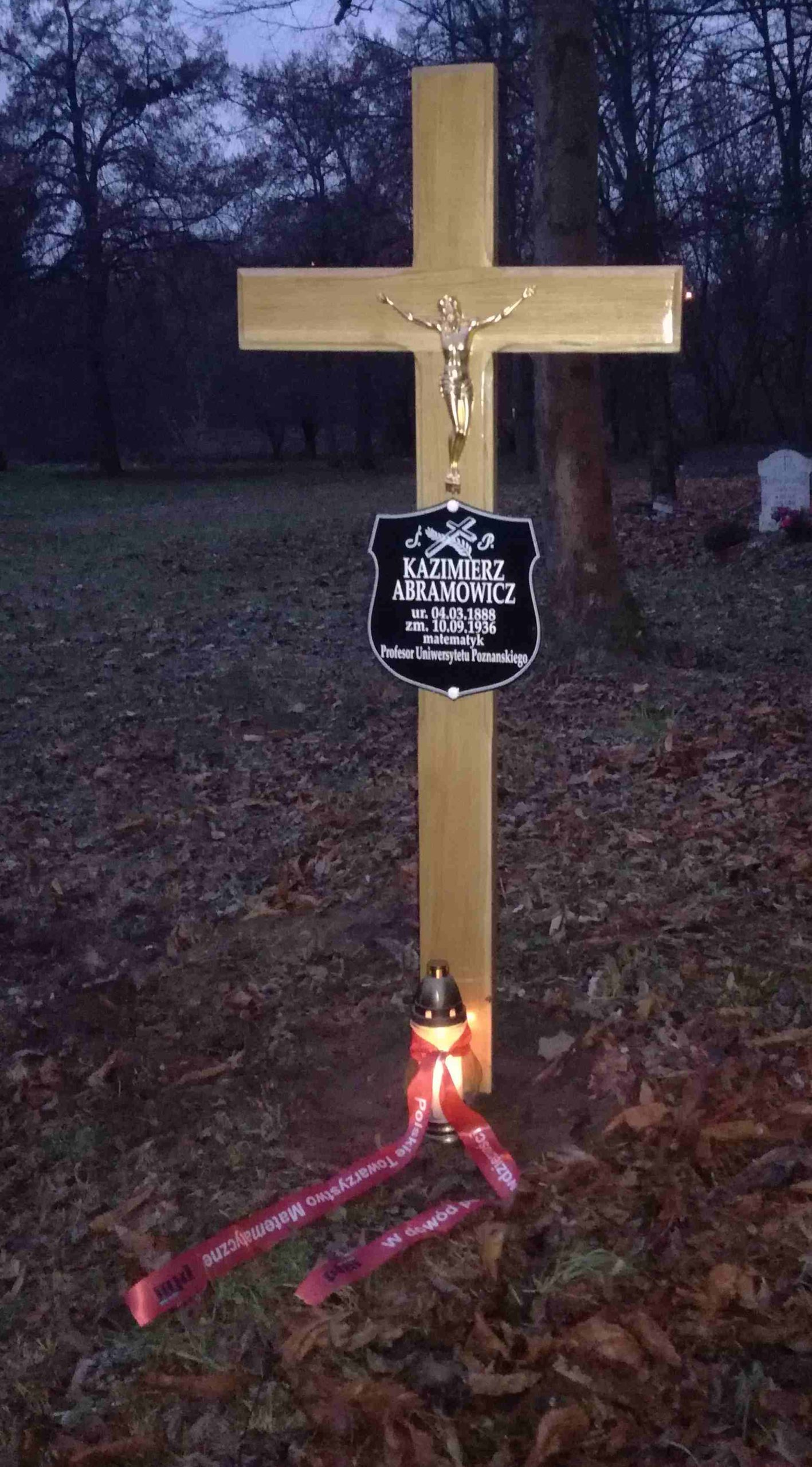
Grób Kazimierza Abramowicza (2022)

Był synem Tomasza nauczyciela w szkole w Lutosławicach i Marii z domu Tarasiewicz (Gniotek ?). W latach 1898–1905 uczęszczał do Państwowego Gimnazjum w Piotrkowie, ale z powodu strajku szkolnego przerwał naukę i przeniósł się do Gimnazjum Państwowego w Bobrujsku, które ukończył w 1907 składając egzaminy maturalne. W latach 1907–1911 studiował matematykę na Uniwersytecie św. Włodzimierza w Kijowie. W 1911 ukończył studia z dyplomem I stopnia i złotym medalem za pracę o własnościach funkcji hipergeometrycznych. W 1914 został docentem uniwersytetu w Kijowie na podstawie pracy „O funkcjach hipergeometrycznych z jednym punktem pozornie osobliwym”. Wykładowca matematyki na politechnice w Kijowie i uniwersytecie w Permie, gdzie pełnił obowiązki profesora nadzwyczajnego matematyki. W czerwcu 1920 przybył do Warszawy a 18 lutego 1921 przeniósł się do Poznania jako zastępca profesora Zdzisława Krygowskiego, stojącego na czele jednej z dwóch katedr matematyki w sekcji nauk matematyczno-przyrodniczych Wydziału Filozoficznego UP (od 1925 Wydział Matematyczno-Przyrodniczy). Prowadził wykłady i ćwiczenia, m.in. z algebry, geometrii, rachunku różniczkowego i całkowego oraz seminaria. Uzyskał tytuł doktora wiosną 1922 na Uniwersytecie Warszawskim. W 1929 na UP habilitował się z matematyki, a w 1935 został mianowany profesorem nadzwyczajnym. Zmarł w Poznaniu 10 września 1936.
Zainteresowania naukowe Kazimierza Abramowicza dotyczyły głównie teorii funkcji analitycznych. Większość prac poświęcił badaniu własności funkcji i grup automorficznych. Uzyskał także nowe wyniki w dziedzinie funkcji hipergeometrycznych oraz tzw. funkcji theta Jacobiego. Ogółem opublikował ok. 30 prac naukowych. Był członkiem Polskiego Towarzystwa Matematycznego (od 1923) i Poznańskiego Towarzystwa Przyjaciół Nauk (od 1922). Abramowicz zmarł 10 września 1936 roku w Poznaniu po operacji wyrostka robaczkowego. Podobno popełniono błąd z grupą krwi przy jej przetaczaniu. Abramowicz został pochowany 13 września na cmentarzu św. Marcina przy ul. Bukowskiej. W okresie od 18 kwietnia do 24 lipca 1942 ekshumowano zwłoki, chowając je na cmentarzu na Dębcu przy ul. Samotnej (nr ewidencyjny 2134,
pole 13, rząd 2, grób 20), a cmentarz Świętomarciński zamknięto, po wojnie zlikwidowano. Cmentarz na Dębcu jest zaniedbany.